# Eustala tantula
Eustala tantula är en spindelart som beskrevs av Arthur M. Chickering 1955. Eustala tantula ingår i släktet Eustala och familjen hjulspindlar.
Artens utbredningsområde är Panama. Inga underarter finns listade i Catalogue of Life.